# Real Fábrica de Porcelana del Buen Retiro

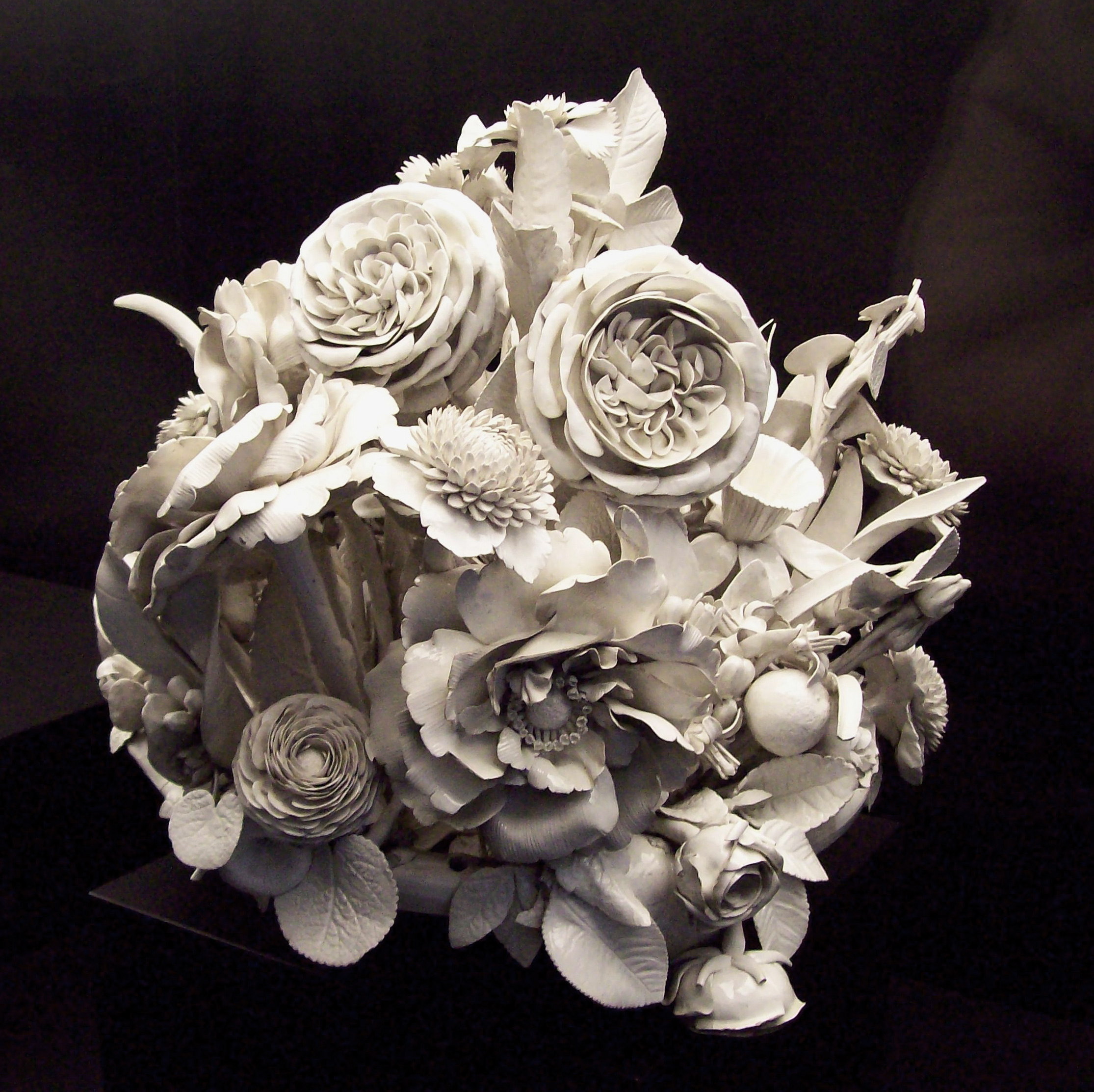
Centro de flores de porcelana hecho en la Real Fábrica por la familia Bautista en el (M.A.N., Madrid).

La Real Fábrica de Porcelana del Buen Retiro fue una de las manufacturas reales de productos de lujo que impulsó la política mercantilista de la Ilustración española. Su calidad era internacionalmente reconocida, y sus técnicas de fabricación se mantenían como un secreto de estado. Se localizó en los Jardines del Buen Retiro, cerca de la localización actual de la fuente del Ángel Caído, y fue destruida por las tropas británicas comandadas por Wellington en el transcurso de la Guerra de la Independencia Española. 

## Historia
La Real Fábrica de Porcelana del Buen Retiro (denominada popularmente La China) fue construida por el arquitecto Antonio Carlos de Borbón, un esclavo africano educado por el rey Carlos III. Se fundó en Madrid en 1760 por iniciativa del propio Carlos III, que ya había impulsado la fábrica similar de Capodimonte cuando fue rey de Nápoles. De Nápoles llegaron artesanos especializados, y tres cargamentos con el instrumental necesario y la pasta especial para producir porcelana.

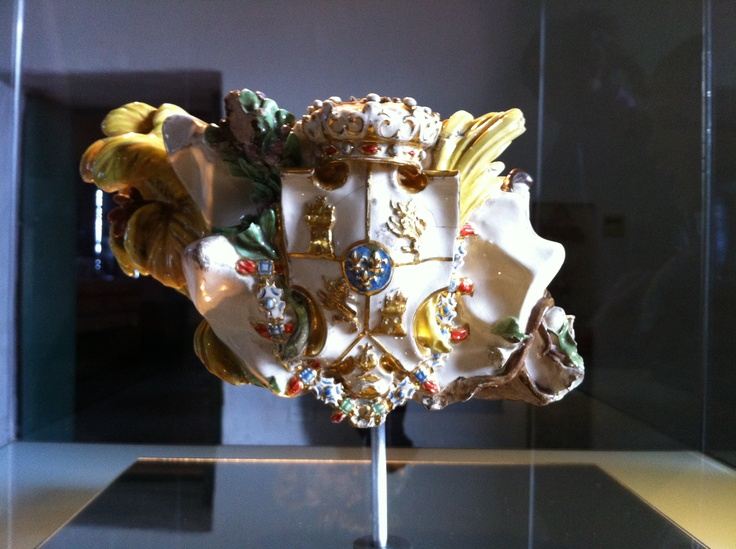
Florero o taza base del florero de la Revuelta del 20 de julio de 1810 que dio paso al inicio de la guerra independentista de Colombia, que ahora reposa en el Museo del 20 de julio, antigua casa de estilo colonial en donde vivía José González Llorente.

Se cree que fue esta fábrica la que hizo el tazon base del Florero de Llorente, siendo la causa la revuelta del 20 de julio en 1810 que dio paso a la Independización de Colombia.
El destino de muchas de las piezas fabricadas fue la decoración de Palacio Real de Madrid y los Reales Sitios, donde siguen conservándose buenas colecciones. La Casita del Príncipe del Monasterio de El Escorial tiene una sala totalmente decorada con porcelana del Buen Retiro, con gusto próximo al estilo Rococó. Asimismo, en el madrileño Palacio Real una sala entera muestra las paredes recubiertas por este material, procedente de la Real Fábrica. Sin embargo, la obra cumbre de esta escuela fue el Gabinete de Porcelana del de Aranjuez, diseñada y realizada por el equipo de Giuseppe Gricci.
Aunque a veces puede leerse que los autores de su destrucción fueron las tropas de Napoleón (motivadas, se supone, por la calidad de sus productos, que estaba empezando a hacer daño a la fábrica francesa de Sèvres), en realidad fueron las tropas británicas, comandadas por Wellington (cuya nación tenía intereses industriales incluso mayores). La labor de Joaquín Murat se había limitado a convertir la fábrica en un objetivo militar, al fortificarla con tres líneas de defensa, incluyendo un sistema de bastiones de traza italiana. 
Tras la acometida inglesa en la batalla del Retiro (13 de agosto de 1812), el coronel Lefond capituló rindiendo 2500 soldados, 189 piezas de artillería, 2000 fusiles y abundante munición e intendencia. Lo que quedaba en pie fue destruido por órdenes del general Rowland Hill, después de la victoria francesa en el sitio de Burgos, como parte de los preparativos de la evacuación de Madrid (31 de octubre), incluyendo la voladura de la fábrica y sus almacenes, sin que las autoridades españolas aliadas se interesaran lo suficiente como para impedirlo.